# Boimka dwurzędowa
Boimka dwurzędowa (Oreochloa disticha (Wulfen) Link) – gatunek rośliny wieloletniej  należący do rodziny wiechlinowatych. Występuje w Alpach i Karpatach. Jest to endemit europejski. W Polsce występuje wyłącznie w Tatrach i jest tutaj rośliną  pospolitą.

## Morfologia

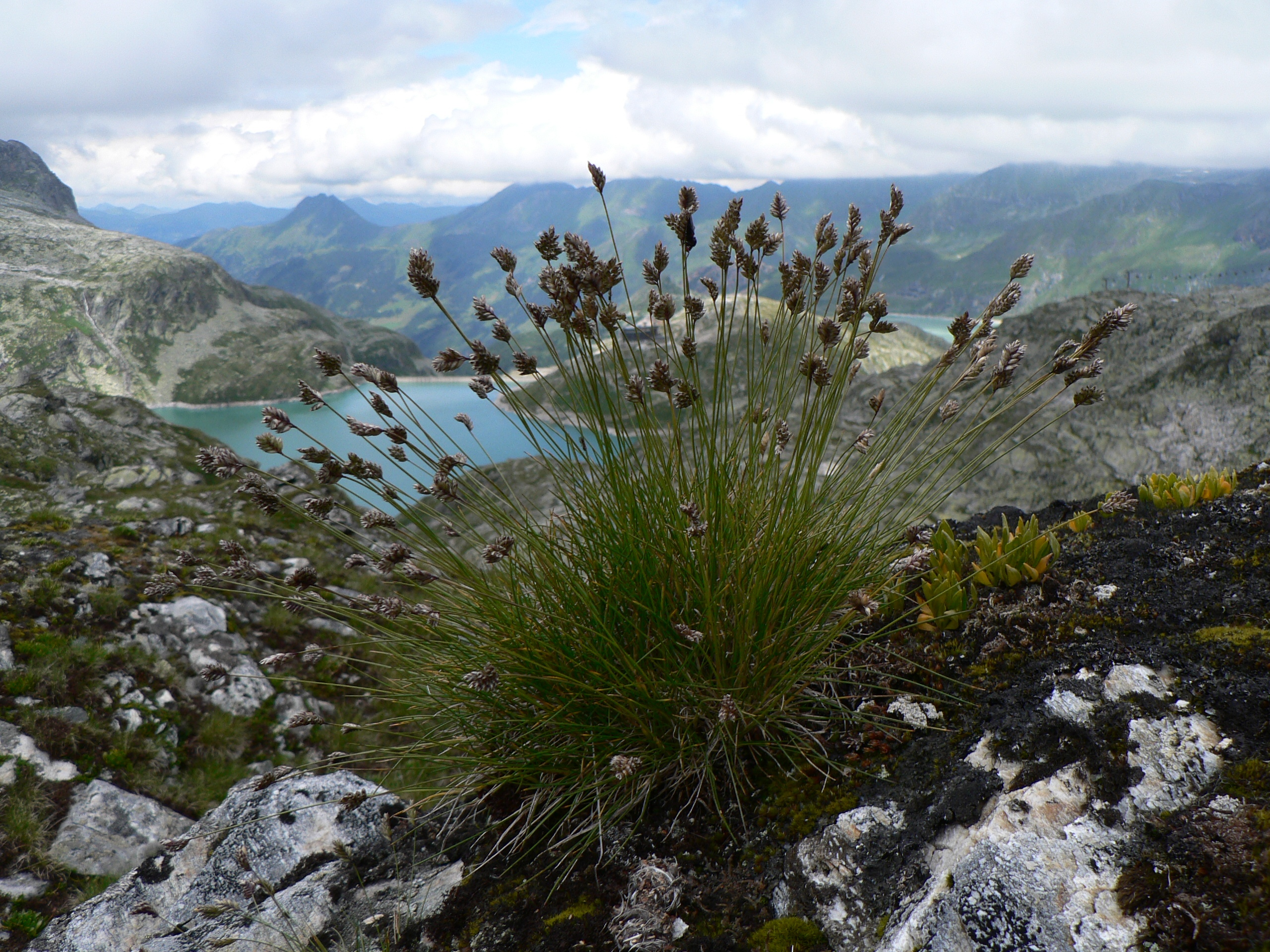
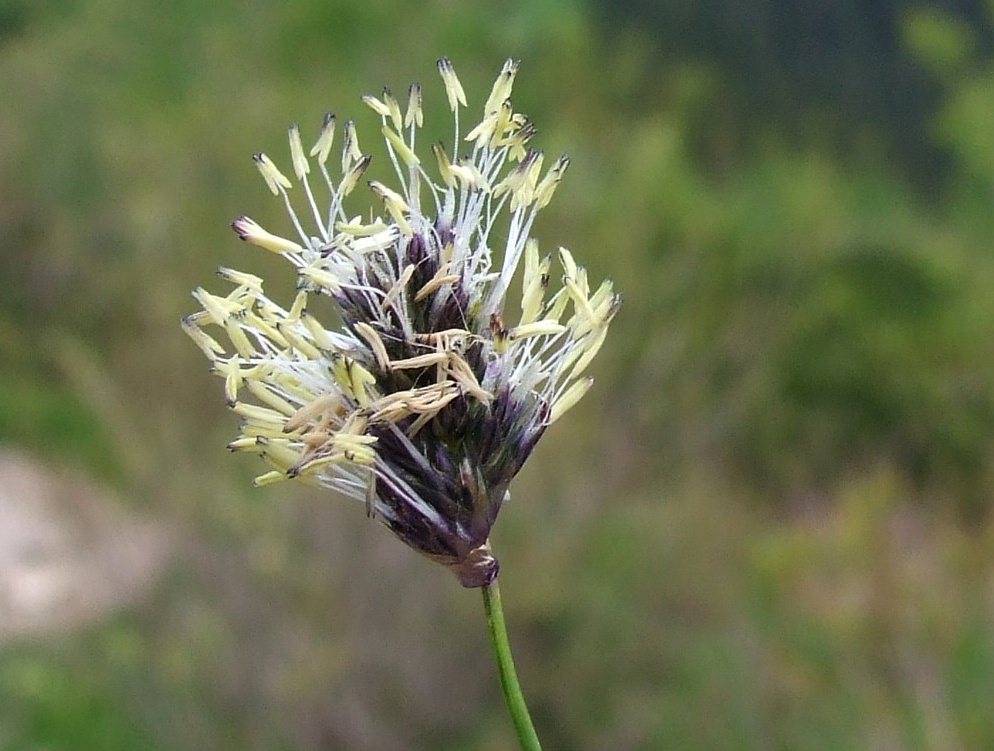
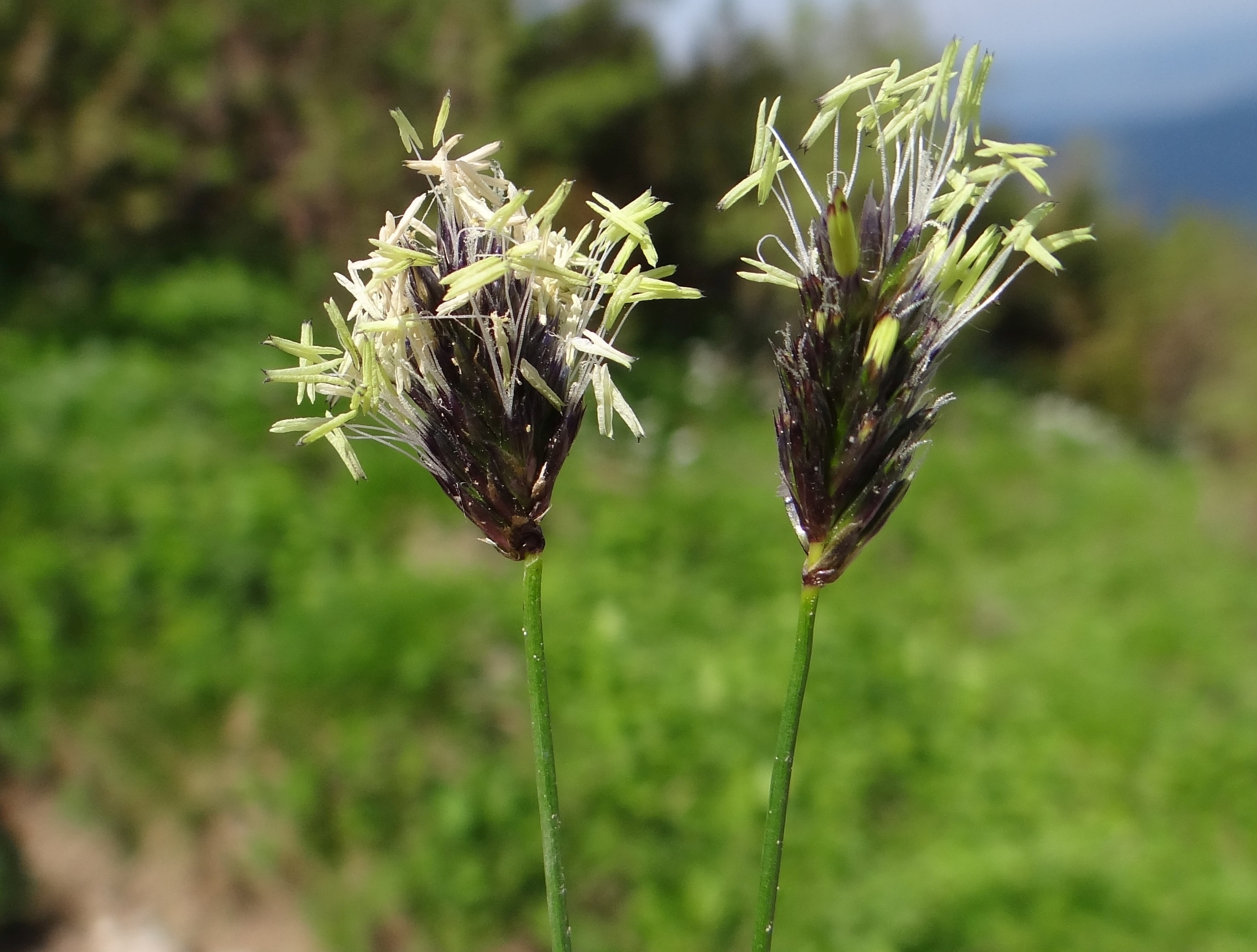

PokrójRoślina tworząca gęste, niewysokie kępy.
ŁodygaGładkie (tylko pod samym kwiatostanem jest szorstkie) i bardzo cienkie źdźbło o wysokości 10–30 cm. Jest w ogóle nieulistnione.
LiścieWyrastają wyłącznie z korzeni, tworząc przy ziemi gęstą kępę. Są około dwa razy krótsze od źdźbła, wąskie i szydlasto zakończone. Mają  sinozielony kolor i ich blaszka liściowa jest zwinięta, a  nasady okryte są obumarłymi liśćmi. Są  silnie zrośnięte z korzeniami, tak, że kępa jest trudna do wyrwania.
KwiatyZebrane są w kłosopodobne kwiatostany  na szczycie łodyg. Nie są to jednak kłosy, lecz silnie zbite wiechy. Tworzą na osi źdźbła dwa rzędy (stąd nazwa gatunkowa rośliny). Kłoski w każdym z rzędów leżą na jednej płaszczyźnie i skierowane są w jedną stronę, na zewnątrz źdźbła. Kłoski składają się z 3-4 kwiatów osłoniętych dwoma plewami. Kwiaty składają się z jednego słupka, trzech  pręcików i dwóch plew. Słupki mają nitkowato-piórkowate znamiona. Kwiaty nie zakwitają równocześnie, lecz stopniowo. Kłoski wybarwione są pasiasto na kolor zielony i fioletowoszary.
OwocZiarniak.

## Biologia i ekologia
- Rozwój: Bylina. Kwitnie od lipca do sierpnia, wydając podczas kwitnienia delikatny zapach. Jest wiatropylna. Ziarniaki dojrzewają we wrześniu[5].
- Siedlisko: Roślina typowo górska, oreofit. W Tatrach występuje powyżej górnego regla, w piętrze  kosówki, piętrze hal i turni, aż po szczyt Gerlachu. Głównie na podłożu granitowym. Wraz z sitem skuciną tworzy wysokogórski zespół muraw. To właśnie te rośliny, często przebarwiające się na czerwono nadają Czerwonym Wierchom kolor. Boimka jest bardzo wytrzymała na mróz i wiatr, nawet w warunkach bezśnieżnych wytrzymuje silne mrozy. Jest też wytrzymała na suszę, gromadząc rosę nocną w gęstych kępkach liści[5].
- Fitosocjologia: W klasyfikacji zbiorowisk roślinnych gatunek charakterystyczny dla klasy (Cl.) Juncetea trifidi[7].